# اوژیوویتسه
اوژیوویتسه (به لهستانی:  Urzejowice) یک روستا در لهستان است که در گمینا پژوورسک واقع شده‌است. اوژیوویتسه ۱٬۸۰۰ نفر جمعیت دارد.